# Koritosaurus
Koritosaurus što znači ("koritski gušter") je bio rod dinosaurusa hadrosaurusa koji je živeo tokom geološkog perioda kasne Krede. Koritosaurus je imao tipičan izgled hadrosaurusa, ali je na glavi imao imao pljosnatu koštanu krestu po kojoj je dobio ime. Naučnici su mu dali ime "koritski gušter" zato što je kresta koritosaurusa veoma podsećala na šlemove korintskih vojnika.

## Opis
Koritosaurusi su bili dugački 9 metara, a visoki 3 metara. Bili su teški 3 do 5 tona. Koritosaurusi su se hranili biljem , jer su bili biljojedi. Koritosaurusi su pronađeni na prostorima Kanade(na prostorima Alberte) i  SAD-a(na prostorima države Montane).

## Vrste
Identifikovane su dve vrste roda Corythosaurus:
- Corythosaurus‭ casuarius
- Corythosaurus intermedius

## Galerija
- Skelet koritosaurusa u Karnidž prirodnjačkom muzeju u Pitsburgu, Pensilvanija
- Veličine dve vrste koritosaurusa
- Koritosaurus na poštanskoj marki Azerbejdžana

## Spoljašnje veze
- Koritosaurus na prehistoric-wildlife.com Архивирано на веб-сајту  (26. децембар 2022)